# Olle Alsing
Olle Alsing, född 1 maj 1996 i Uppsala, är en svensk professionell ishockeyspelare (back) som spelar för HV71 i SHL.